# Обухово (Татарстан)
Обухово — деревня в Лаишевском районе Татарстана. Входит в состав Сокуровского сельского поселения.

## География
Находится в западной части Татарстана на расстоянии приблизительно 22 км по прямой на север от районного центра города Лаишево.

## История
Известна с 1649 года как деревня Салтык.

## Население
Постоянных жителей было: в 1782 году — 85 (душ мужского пола), в 1859 — 216, в 1897 — 203, в 1908 — 232, в 1920 — 327, в 1926 — 347, в 1949 — 288, в 1958 — 260, в 1970 — 149, в 1979 — 84, в 1989 — 62, в 2002 — 69 (русские 57 %, татары 41 %), 68 — в 2010.